# 白塔街道 (南充市)
白塔街道，是中华人民共和国四川省南充市高坪区下辖的一个乡镇级行政单位。

## 行政区划
白塔街道下辖以下地区：
白塔社区、马官垭社区、望城社区、嘉东社区、梨树街社区、元宝山社区、小龙门社区、江村坝村、八角庙村、小龙门村、斋公山村和马官垭村。